# Armor Hunter Mellowlink
«Armor Hunter Mellowlink» (яп. 機甲猟兵メロウリンク Kikō Ryōhei Mellowlink, «Бронебойщик Меллоулинк») — аниме-сериал в формате OVA, созданный в 1988 году на студии Sunrise режиссёром Такэюки Канда по идее Рёсукэ Такахаси. Является частью вселенной Armored Trooper Votoms. Анимацию персонажей выполнил Мориясу Танигути, дизайн роботов — Кунио Окавара. Музыку написал Хироки Инуи. В качестве режиссёра эпизодов участвовал Синъитиро Ватанабэ. В 2021 году сериал был показан по телеканалу AT-X.

## Сюжет
Действие происходит в сентябре 7213 года по летосчислению Астрагиуса. Третья Галактическая война, длившаяся 100 лет, закончилась, между армиями Гильгамеша и Баларанта заключён мир. Однако он наступил не для всех. Меллоулинк Арити, капрал отряда бронебойщиков Швепса из Планбандольского батальона Гильгамеша, поклялся отомстить коррумпированным офицерам за товарищей, погибших в бою с вражескими мехами на планете Миёйт. По замыслу командования, с устаревшими противобронеходными ружьями без какой-либо поддержки они должны были задержать противника. В результате все, кроме Меллоулинка, погибли, а его самого отдали в военный трибунал по обвинению в неподчинении приказу и дезертирстве. Однако ему удалось бежать, прихватив с собой старое ружьё и жетоны павших друзей. На суде выяснилось, что во время операции пропало большое количество ценного минерала джиджирия, необходимого в военной промышленности. Из-за махинаций и хищения имущества в рядах вооружённых сил разразился Планбандольский скандал. Меллоулинк решился на месть, убивая всех, кто виновен в смерти его сослуживцев. В этом нелёгком деле на помощь приходят девушка-дилер и лейтенант-разведчик Кик Кэррадайн, уполномоченный расследовать коррупцию в армии. Со временем капрал понимает, что за прошлыми событиями стоит гораздо большее, однако последний бой не способен предотвратить Четвёртую Галактическую войну.

## Роли озвучивали
| Актёр            | Роль                                   |
| ---------------- | -------------------------------------- |
| Ясунори Мацумото | капрал Меллоулинк Арити                |
| Сакико Тамагава  | Лулуcи Рамон (Флеурел К. Хельмесион)   |
| Акио Оцука       | лейтенант Кик Кэррадайн                |
| Итиро Нагаи      | капитан Догман                         |
| Рокуро Ная       | лейтенант Гэлвин Фокс                  |
| Сэйдзо Като      | майор Снук                             |
| Сёдзо Идзука     | Гомес                                  |
| Норио Вакамото   | сержант Голфи                          |
| Кацудзи Мори     | второй лейтенант Швепс                 |
| Рюдзи Накаги     | Вэнс — начальник тюрьмы Доппер         |
| Кадзухико Кисино | лейтенант Ганард                       |
| Синго Канэмото   | майор Гарбонелл Дж. Бойл               |
| Мацугоро Мита    | капитан Нумериков                      |
| Осаму Сака       | бригадный генерал Оскар фон Хельмесион |

## Список серий
| №  | Название                                                                        | Дата оригинального показа |
| -- | ------------------------------------------------------------------------------- | ------------------------- |
| 1  | Сцена 01: пустошь «Suteiji Wan: Uirudanesu» (Stage 01 ウイルダネス)             | 21.11.1988                |
| 2  | Сцена 02: Колизей «Suteiji Tsū: Koroshiamu» (Stage 02 コロシアム)               | 21.11.1988                |
| 3  | Сцена 03: джунгли «Suteiji Surī: Janguru» (Stage 03 ジャングル)                 | 21.12.1988                |
| 4  | Сцена 04: падающая башня «Suteiji Fō: Rīningu Tawā» (Stage 04 リーニングタワー) | 21.12.1988                |
| 5  | Сцена 05: поле битвы «Suteiji Faibu: Batorufīrudo» (Stage 05 バトルフィールド)  | 21.01.1989                |
| 6  | Сцена 06: тюрьма «Suteiji Shikusu: Purizun» (Stage 06 プリズン)                 | 21.01.1989                |
| 7  | Сцена 07: железная дорога «Suteiji Sebun: Reiruuei» (Stage 07 レイルウェイ)     | 21.02.1989                |
| 8  | Сцена 08: город-призрак «Suteiji Eito: Gōsuto Taun» (Stage 08 ゴーストタウン)   | 21.02.1989                |
| 9  | Сцена 09: лес «Suteiji Nain: Foresuto» (Stage 09 フォレスト)                    | 21.03.1989                |
| 10 | Сцена 10: замок «Suteiji Ten: Kyassuru» (Stage 10 キャッスル)                   | 21.03.1989                |
| 11 | Сцена 11: база «Suteiji Irebun: Base» (Stage 11 ベース)                         | 28.04.1989                |
| 12 | Последняя сцена «Rasuto Sutēji» (ラストステージ)                                | 28.04.1989                |

## Производство
Уникальность Armor Hunter Mellowlink состоит в том, что хотя сериал и выполнен в жанре меха, у главного героя нет боевого робота, и он сражается в пешем строю или ездит на мотоцикле с коляской. Такэюки Канда до этого был известен работой над Ginga Hyouryuu Vifam, поэтому продюсер доверил ему следующее аниме о судьбе молодых персонажей. Рёсукэ Такахаси сделал Меллоулинка моложе Кирико из «Вотомов». Слово mellow означало, что он был более мягким и эмоциональным. Меллоулинк верил в своих товарищей по оружию и в то, что он отомстит за предательство. Таким образом, история была основана на мести, подобно дзидайгэки, где есть много похожего, поэтому автор хотел перенести это в аниме. Идея охотников на бронированных роботов пришла из книги Votoms Odyssey с одной только иллюстрацией, которая понравилась Такахаси. У персонажа отобрали меха, в результате чего ему пришлось мстить самому. Затем стало понятно, что один человек может сделать это только с помощью сильной веры и воли.
Также в 1989 году Такахаси планировал издать два графических романа, но опубликовал только первый, а второй так и не вышел, поскольку автор его забросил.

## Музыка
CD 1 — Music File 01
| №   | Название                       | Длительность |
| --- | ------------------------------ | ------------ |
| 1.  | «SOLDIER BLUE (VIDEO VERSION)» | 1:30         |
| 2.  | «PROLOGUE»                     | 0:30         |
| 3.  | «KEIK CARRADINE»               | 1:30         |
| 4.  | «SEARCH»                       | 3:20         |
| 5.  | «TRAPPING BAR»                 | 1:59         |
| 6.  | «TENSION»                      | 4:01         |
| 7.  | «CHASER»                       | 3:12         |
| 8.  | «SOLDIER BLUE (Instrumental)»  | 2:14         |
| 9.  | «MEROWLINK ALITY»              | 4:45         |
| 10. | «BRIDGE COLLECTION»            | 1:24         |
| 11. | «GROOVY SOLDIER»               | 3:10         |
| 12. | «LULUSY RAMON»                 | 2:32         |
| 13. | «EMOTION»                      | 3:14         |
| 14. | «SCRAMBLE»                     | 4:03         |
| 15. | «ARMORED TROOPER»              | 2:36         |
| 16. | «BLOODY BATTLE»                | 3:48         |
| 17. | «ENDLESS WAY»                  | 3:59         |
| 18. | «VANITY (VIDEO VERSION)»       | 1:23         |
| 19. | «PREVIEW»                      | 0:30         |

CD 2 — Music File 02
| №   | Название                           | Длительность |
| --- | ---------------------------------- | ------------ |
| 1.  | «INTO THE FABRICATION»             | 0:53         |
| 2.  | «SOLDIER BLUE (SINGLE VERSION)»    | 4:05         |
| 3.  | «MEET THE FATE»                    | 0:47         |
| 4.  | «SMUGGLER»                         | 1:48         |
| 5.  | «WELCOME THE DAY»                  | 1:39         |
| 6.  | «MAN HUNTING»                      | 1:10         |
| 7.  | «CHASERS»                          | 4:30         |
| 8.  | «SOLDIER BLUE (MATRIX)»            | 0:44         |
| 9.  | «STRANGER'S TOWN»                  | 3:05         |
| 10. | «CHECOV POISON»                    | 2:06         |
| 11. | «BATTLE FIELD»                     | 4:17         |
| 12. | «STALE TOWN»                       | 2:19         |
| 13. | «DISTORTION»                       | 3:12         |
| 14. | «FLUREL C HELMETIONE»              | 1:00         |
| 15. | «BLACK BLAZE»                      | 3:56         |
| 16. | «BITTER VICTORY»                   | 2:18         |
| 17. | «BOUNDLESS WAY»                    | 2:07         |
| 18. | «VANITY (SINGLE VERSION)»          | 3:23         |
| 19. | «EPILOGUE»                         | 1:43         |
| 20. | «SOLDIER BLUE (OFF VOCAL VERSION)» | 4:05         |
| 21. | «VANITY (OFF VOCAL VERSION)»       | 3:23         |

Открывающая композиция:
1. Soldier Blue («Солдатская печаль») в исполнении Норио Сакаи

Закрывающая композиция:
1. Vanity («Тщеславие») в исполнении группы Marquees

## Выпуск

### Аниме
Все 12 серий выходили на 6 VHS и LaserDisc в 1988—1989 годах. В 1995 году их переиздали в комплекте с многостраничным буклетом и саундтреком. 6 декабря 2006 года появились ограниченным тиражом 3 DVD от VAP в формате 1,33:1 (4:3) и звуком стерео 2.0. Видео в этом качестве доступно на японском Amazon Prime Video. Также прилагался буклет на 48 страницах, рисунки были выполнены Мориясу Танигути, режиссёром дизайна и анимации персонажей. Вместе с комплектом DVD продавались фигурка Меллоулинка с ружьём и модель его мотоцикла из серии игрушек Microman Force 2006 производства Tomy.
Несмотря на то, что Armored Trooper Votoms был издан американской компанией Maiden Japan на Blu-ray 14 мая 2019 года, Меллоулинк туда не вошёл, хотя в США высказывались надежды на будущее. 25 февраля 2021 года Armor Hunter Mellowlink появился на Blu-ray в составе сборника Armored Trooper Votoms Perfect Soldier Box, получившего 11 место в чарте Oricon. Соотношение сторон было 4:3 (частично в 1080p и 1080i), а звук LPCM 2.0 (битрейт 2304 кбит/с). Дополнениями являлись клипы на песни «Soldier Blue» и «Vanity». Работы по переводу в HD осуществлялись под руководством Рёсукэ Такахаси.
В 2022 году Sunrise провела трансляцию на своём YouTube-канале.

### Компьютерные игры
В 2016 году Armor Hunter Mellowlink был включён в качестве дополнения в игру Super Robot Wars X-Ω, выпущенную Bandai Namco Entertainment в 2015 году для iOS и Android. При этом Меллоулинк, как и в оригинале, не пользуется роботом и стреляет из своего ружья, находясь в мотоцикле с коляской.

## Отзывы
Джонатан Клементс и Хелен Маккарти в энциклопедии написали, что концепция реалистичных боевых роботов Рёсукэ Такахаси получила продолжение. История молодого новобранца — акт мести, по одному на каждую из 12 серий. Сериал с блестящим темпом заслуживает западного релиза и сочетает в себе хорошее развитие персонажа и крайнюю напряжённость. Есть моменты, когда Меллоулинк выбивается из колеи, последний побег выглядит глупо при спокойном размышлении и абсолютно убедительно во время просмотра. Как и «Вотомы», сериал послужил источником вдохновения для франшизы ролевых игр и варгеймов Heavy Gear.
Майкл Тул в авторской рубрике на Anime News Network назвал Armor Hunter Mellowlink «вероятно, лучшим спин-оффом во всём жанре меха». Отчасти это связано со вселенной Armored Trooper Votoms, признанной классикой. С другой стороны, OVA идёт сама по себе, не требуя просмотра первоисточника, это напряжённая и увлекательная военная история. Персонажи из сюжета Votoms действительно появляются, но только на мгновение, на заднем плане. Главный герой, движимый местью, побеждает прекрасно вооружённых противников, используя бронебойное ружьё длиной 10 футов (3 м), ловушки и взрывчатку, а также ум и хитрость. В некотором смысле Mellowlink лучше, чем оригинальный сериал.
Как оригинал породил простой мини-сериал Armor Hunter Mellowlink? — подобный вопрос следует задать японцам. Votoms были большой, но малоизвестной франшизой, где реалистичные меха — это серийные гробы для солдат будущего, разбитое наследие суперроботов после высоколетящих непобедимых Гандамов. Mellowlink кажется своего рода Рэмбо из мира аниме, только здесь, вместо того чтобы уничтожать вертолёты, герой с устаревшим оружием взрывает бронированные костюмы. Более того, OVA создана по образу и подобию боевиков 1980-х годов, где реализм считался не таким важным, как зрелищность. Меллоулинк вправе отомстить, поэтому он без сомнения убьёт много людей, жестоко и хладнокровно. Его мораль и сила духа непоколебимы. Режиссёру удалось показать, что так надо: насилие, кровь и смерть повсюду, будто при сбросе колонии на Землю в Mobile Suit Gundam. Сериал следует определённому формату: Меллоулинк переходит из пункта A в пункт Б, находит и ликвидирует цель, используя местность и превращая слабость в силу. Именно это и привлекает зрителей. Они знают, что мститель победит, но понимание «как» значит гораздо больше. На вопрос: «Почему Меллоулинк просто не сядет в робота, если он знает, как управлять им?» создатели предлагают аудитории читать между строк: тогда месть не была бы иронией. Печальный финал заключается в том, что герой убил всех предателей, а на самом деле ничего не изменилось, и на горизонте очередная бессмысленная резня. В конце фильма «Первая кровь 2» Рэмбо сказал: «Здесь погибли мои друзья и часть меня». Такое положение вещей соответствует общей тематике Votoms, где «война — это ужасно, но человечество ещё хуже».